# 莫尔希
莫尔希（法語：Morchies，法語發音：[mɔʁʃi]）是法国上法蘭西大區加来海峡省的一个市镇，属于阿拉斯区。

## 地理
莫尔希（50°8'18"N, 2°57'19"E）面积6.64 平方千米，位于法国上法蘭西大區加来海峡省，该省份为法国北部沿海省份，西北濒北海，南至索姆省，东临北部省。
与莫尔希接壤的市镇（或旧市镇、城区）包括：拉尼库尔马塞尔、博梅莱康布雷、伯尼、沃-弗罗库尔。

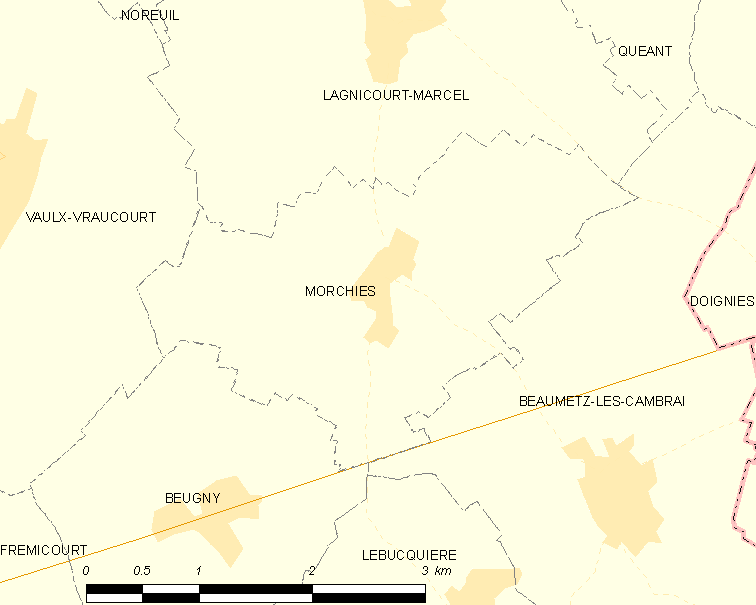
莫尔希的OSM定位图

莫尔希的时区为UTC+01:00、UTC+02:00（夏令时）。

## 行政
莫尔希的邮政编码为62124，INSEE市镇编码为62591。

## 政治
莫尔希所属的省级选区为巴波姆县。

## 人口

1962-2008年间莫尔希人口变化图示

莫尔希于2022年1月1日时的人口数量为210人。